# 第二次国際連合アンゴラ検証団
第二次国際連合アンゴラ検証団（だいにじこくさいれんごうアンゴラけんしょうだん UNITED NATIONS ANGOLA VERIFICATION MISSION II,UNAVEM II）はアンゴラに展開した国際連合平和維持活動。第一次国際連合アンゴラ検証団(UNAVEM I)に引き続き、アンゴラの和平推進のため設立されたものであり、1991年5月30日の国際連合安全保障理事会決議696に基づいている。アンゴラ内戦の停戦監視を任務としている。

## 概要
アンゴラ内戦は1975年から継続して続けられており、これは冷戦下における米ソの代理戦争でもあった。1980年代では首都を押さえているアンゴラ解放人民運動(MPLA)と南部に拠点を置いたアンゴラ全面独立民族同盟(UNITA)の闘争となっていた。MPLAはソビエト連邦やキューバなどが支援しており、UNITAはアメリカ合衆国や南アフリカなどが支援を行なっていた。
冷戦の緩和に伴い、アンゴラ駐留キューバ軍が1989年から撤退を開始し、1991年5月には完全撤退した。これはUNAVEM Iによっても検証された。諸外国の圧力や外国軍の駐留が無くなったことにより、MPLAとUNITAは停戦交渉を行い、1991年5月31日に停戦合意が調印された。この停戦への動きを支援するために5月30日に安全保障理事会決議696が採択され、第二次国際連合アンゴラ検証団(UNAVEM II)が設立されることとなった。
UNAVEM IIはUNAVEM Iを拡大・改編し、停戦監視任務などを付与したものである。当初は350名の軍事監視要員のほか、文民警官・医療部隊を含む文民スタッフで構成されていた。1992年には選挙監視任務が追加され、400名の選挙監視要員が増員された。
1992年9月に大統領および議会選挙が大きな騒乱も無く、UNAVEM IIの監視の下、実施された。UNAVEM IIは選挙に大きな問題はなかったと判断している。UNITAはこの選挙に敗北し、選挙に不正があったと主張した。このため、内戦が再開された。UNAVEM IIは駐留を続けたものの、戦闘が激化したため、任務継続が困難となり、規模は縮小した。
1994年10月に再度、停戦合意がなされ、UNAVEM IIも停戦監視のため、当初規模に戻された。より強固に和平を推進するため、1995年2月8日の安保理決議976によりUNAVEM IIを改編し、最大7,000名の平和維持軍を含む第三次国際連合アンゴラ検証団(UNAVEM III)が設立され、UNAVEM IIの任務も引き継がれることとなった。